# Kafr Nuran
Kafr Nuran (arab. كفر نوران) – miejscowość w Syrii, w muhafazie Aleppo. W 2004 roku liczyła 3729 mieszkańców.